# Ponta Açoilo
Der Ponta Açoilo ist ein Kap im osttimoresischen Suco Tibar (Gemeinde Liquiçá). Es bildet das östliche Ende der Bucht von Tibar, an der Straße von Ombai. Östlich liegt die Landeshauptstadt Dili.